# Le Chouchou du professeur
Pour les articles homonymes, voir Teacher's Pet.
Pour plus de détails, voir Fiche technique et Distribution.
Le Chouchou du professeur (Teacher's Pet) est un film américain réalisé par George Seaton, sorti en 1958.

## Synopsis
James Gannon (Clark Gable) est rédacteur en chef d'un grand journal new-yorkais. Son métier, il l'a appris sur le tas et considère donc l'instruction comme une perte de temps. Aussi lorsque le professeur Stone l'invite à donner quelques conférences à son cours de journalisme, il lui envoie une lettre de refus lui expliquant de manière cinglante son point de vue. Apprenant la nouvelle, le directeur du journal oblige Gannon à se rendre sur place pour s'excuser afin de plaire à leur éditeur qui fait partie du conseil d'administration de l'université où enseigne le professeur Stone. Sur place quelle n'est pas sa surprise de découvrir que le professeur Stone est non seulement une femme, mais une fort jolie femme (Doris Day). Mais avant qu'il ait pu l'aborder, l'ayant pris pour un étudiant, elle le fait assoir avant de lire à la classe la lettre de Gannon et de ridiculiser ce dernier en le qualifiant de relique du passé. Piteux, Gannon quitte discrètement la classe. 
Le lendemain, Gannon décide de suivre le cours afin de montrer au professeur Stone ce qu'est réellement le journalisme. Il arrive en retard au cours suivant mais donne les bonnes réponses avant même le professeur. Excédée, elle lui fait remarquer qu'il n'est pas inscrit et ne peut donc suivre le cours. Qu'importe, Gannon se dépêche de s'inscrire et demande à pouvoir lui aussi effectuer le travail de composition que les autres étudiants ont dû apporter au cours. Il s'en acquitte rapidement et le professeur, pensant qu'il a bâclé son travail et voulant une bonne fois pour toutes le remettre à sa place, décide de lire sa copie devant toute la classe. À sa grande surprise l'article est parfait et se rend compte qu'elle a devant elle un élève doué. Gannon, lui, a pris un nom d'emprunt afin de ne pas être reconnu: Jim Gallagher. Conscient de l'intérêt qu'éprouve pour lui son charmant professeur (prénommé Erica), il décide de la séduire. 
Mais Erica ne se laisse pas faire si facilement. Tout d'abord, croyant en ses capacités, elle insiste pour qu'il fournisse plus de travail que les autres étudiants et que ses articles soient surtout basés sur le fond. Quelque chose que Gannon n'avait jamais jugé utile de développer fortement par le passé. De plus il se rend compte qu'elle passe presque toutes ses soirées avec le Dr Pine (Gig Young), un séduisant professeur de psychologie. Cependant au cours d'un entretien particulier, Gannon embrasse fougueusement Erica avant de quitter son bureau, la laissant dans tous ses états.
Plus tard dans la soirée, Erica et le docteur Pine rejoignent la boite de nuit où se trouve déjà Gannon accompagné par Peggy (Mamie Van Doren), une jeune et jolie chanteuse sans beaucoup d'esprit. Erica, se rendant compte de la présence de son élève auprès d'une jolie femme est piquée de jalousie. Lorsque Peggy se prépare à son tour de chant, Gannon rejoint Erica et le Dr Pine. Malheureusement pour Gannon, le Dr Pine se révèle un brillant interlocuteur sur tous les sujets et bien plus à l'aise que lui au Mambo. Il soudoie alors le serveur pour renforcer les verres du Dr Pine, mais l'alcool ne semble pas avoir prise sur lui, alors que Gannon, qui a pourtant bien moins bu, est plutôt soul. En sortant, cependant, Pine, qui affirmait pouvoir contrôler mentalement les effets de l'alcool, se trouve trahi par l'air frais, qui brise ses résistances. Il s'effondre ivre mort.
Après avoir conduit Pine chez lui, Gannon ramène Erica chez elle. Celle-ci avoue n'être qu'amie avec Pine et travailler avec lui sur un livre tandis qu'elle éprouve de plus en plus de mal à cacher ses sentiments pour Gannon. Chez elle, il apprend qu'elle est la fille de J.L. Stone, un grand directeur de journal qui a gagné le prix Pulitzer. Honteux d'avoir trompé Erica pour qui il éprouve de vrais sentiments amoureux, Gannon s'en va discrètement. Le lendemain il va voir Pine, en prise avec une gueule de bois monumentale, pour lui demander, de manière détournée, comment avouer son mensonge à Erica. Pine lui conseille de jouer la carte de l'honnêteté avant qu'elle ne découvre le mensonge par elle-même.
Gannon décide de suivre son conseil. Malheureusement il est appelé dans le bureau de son éditeur. Erica s'y trouve aussi pour présenter au journal un article de fond réalisé par Gannon (en fait par un de ses journalistes) sous le nom de Gallagher. Lorsqu'elle voit que Gannon et Gallagher ne font qu'une seule et même personne, Erica joue le jeu jusqu'à la fin de l'entrevue avec l'éditeur, puis s'en va, blessée d'avoir été trompée pour ce qu'elle imagine avoir été un pari entre journalistes. Gannon, profondément abattu, décide d'aller revoir Pine pour lui demander conseil. Il lui explique également son sentiment d'infériorité face à ceux qui ont fait des études. Ils sont interrompus par un coup de sonnette. Gannon va vite dans la chambre, pendant que Pine va renvoyer son visiteur. C'est Erica. Il la fait entrer et lui explique, en exagérant beaucoup, l'état de dépression dans lequel se trouve Gannon. Celui-ci, pendant ce temps a trouvé des articles du père d'Erica dans la chambre et les parcourt du regard. Alors que Pine vient de convaincre Erica de pardonner à Gannon, celui-ci entre en déclarant que les articles de J.L. Stone sont en fait très mauvais. S'étant aperçu de la présence d'Erica, il se tient fermement sur ses positions, lui expliquant que si ces articles sont très bien écrits, ils traitent de sujets insignifiants. 
Après plusieurs jours de réflexion, passés à lire et à relire les articles de son père, Erica se rend compte que Gannon avait raison. L'un et l'autre ayant compris que la théorie ne vaut rien sans la pratique, ils décident de s'associer pour le cours de journalisme et plus si affinités...

## Fiche technique
- Titre : Le Chouchou du professeur
- Titre original : Teacher's Pet
- Réalisation : George Seaton
- Scénario : Fay Kanin et Michael Kanin
- Production : William Perlberg et George Seaton (non crédité)
- Société de production : Perlsea Company et Paramount Pictures
- Distribution : Paramount Pictures
- Musique : Roy Webb
- Photographie : Haskell B. Boggs
- Direction artistique : A. Earl Hedrick (en) et Hal Pereira
- Costumes : Edith Head
- Montage : Alma Macrorie
- Pays d'origine : États-Unis
- Format : Noir et blanc - Son : Mono (Westrex Recording System)
- Genre : Comédie
- Durée : 120 minutes
- Dates de sortie :
  - États-Unis : 1er avril 1958
  - France : 10 novembre 1958

## Distribution
- Clark Gable (V.F. : Robert Dalban) : James Gannon / Jim Gallagher
- Doris Day (V.F. : Claire Guibert) : Erica Stone
- Gig Young (V.F. : Jean Lalley) : Dr Hugo Pine
- Nick Adams (V.F. : Jacky Gencel) : Barney Kovac
- Florenz Ames (V.F. : Louis Arbessier) : J.L. Ballentine
- Vivian Nathan (V.F. : Renée Simonot) : Mme Kovac
- Mamie Van Doren : Peggy DeFore
- Peter Baldwin : Harold Miller
- Marion Ross : Katy Fuller
- Charles Lane : Roy
- Jack Albertson : Guide
- Harry Antrim : Lloyd Crowley